# 이성화 (레이싱 모델)
이성화(1984년 9월 11일 ~)는 대한민국의 레이싱모델 겸 DJ이다.

## 경력

### 레이싱모델
- 2008년 GT마스타즈 리레이싱팀 레이싱모델
- 2008년 스피드페스티벌 현대모비스 레이싱모델
- 2009년 튜닝카쇼 한국오토모티브컬러지 레이싱모델
- 2009년 광주 F1&월드슈퍼카쇼 레이싱모델
- 2009년 서울국제모터쇼 렉서스 레이싱모델
- 2009년 엔크린닷컴 레이싱모델
- 2009년 한국타이어 레이싱모델
- 2010년 더 튜닝쇼 록타이트 레이싱모델
- 2010년 부산국제모터쇼 GM대우 레이싱모델
- 2010년 F1코리아 그랑프리 레이싱모델
- 2011년 쉐보레 레이싱팀 레이싱모델
- 2011년 티빙 슈퍼레이스 챔피언쉽 레이싱모델
- 2012년 부산국제모터쇼 GM대우 레이싱모델
- 2013년 서울모터쇼 르노삼성 레이싱모델
- 2014년 부산모터쇼 캐딜락 레이싱모델
- 2015년 서울모터쇼 캐딜락 레이싱모델
- 2016년 서한 퍼플모터스프트 레이싱모델 외 다수

## 에이빙모델
- 2008년 마세라티 신차 발표회
- 2012년 지스타 SK T스토어 모델
- 2014년 지스타 앤씨소프트 모델